# Campeonato Mundial de Piragüismo en Aguas Tranquilas de 1963
El VI Campeonato Mundial de Piragüismo en Aguas Tranquilas se celebró en Jajce (Yugoslavia, desde 1992 Bosnia y Herzegovina) en el año 1963 bajo la organización de la Federación Internacional de Piragüismo (ICF) y la Federación Yugoslava de Piragüismo.
Las competiciones se realizaron en el canal de piragüismo acondicionado en el lago Pliva, al oeste de la localidad bosnia.

## Medallistas

### Masculino
| Evento       | Oro                                                                    | Plata                                                                      | Bronce                                                                 |
| ------------ | ---------------------------------------------------------------------- | -------------------------------------------------------------------------- | ---------------------------------------------------------------------- |
| K1 500 m     | Aurel Vernescu Rumania                                                 | Erik Hansen Dinamarca                                                      | Kálmán Kovács · Hungría                                                |
| K2 500 m     | Vasile Nicoară Haralambie Ivanov Rumania                               | Aurel Vernescu Mircea Anastasescu Rumania                                  | Heinz Büker Holger Zander RFA                                          |
| K1 4 × 500 m | Vasile Nicoară Haralambie Ivanov Aurel Vernescu Anton Ivanescu Rumania | Vladimir Morozov Vladimir Nataluja Viacheslav Vinnik Ibraguim Jasanov URSS | Wolfgang Lange Dieter Krause Siegfried Rossberg Günter Perleberg RDA   |
| K1 1000 m    | Erik Hansen Dinamarca                                                  | Aurel Vernescu Rumania                                                     | Siegfried Rossberg RDA                                                 |
| K2 1000 m    | Vasile Nicoară Haralambie Ivanov Rumania                               | Wolfgang Lange Dieter Krause RDA                                           | Nikolai Chuzhikov Anatoli Grishin URSS                                 |
| K4 1000 m    | Wolfgang Lange Dieter Krause Günter Perleberg Siegfried Rossberg RDA   | Vasile Nicoară Haralambie Ivanov Nicolae Artimov Andrei Contolenco Rumania | Alexandr Trifonov Igor Safonov Nikolai Konnikov Viacheslav Vinnik URSS |
| K1 10 000 m  | Fritz Briel RFA                                                        | Sven-Olov Sjödelius · Suecia                                               | Mihály Hesz · Hungría                                                  |
| K2 10 000 m  | László Fábián · István Tímár · Hungría                                 | Tord Sahlén · Tyrone Ferm · Suecia                                         | Erich Suhrbier Siegfred Brzoska RFA                                    |
| K4 10 000 m  | László Fábián · István Tímár · Ottó Koltai · László Ürögi · Hungría    | Wolfgang Lange Günter Holzvoigt Wolfgang Niedrig Siegwart Karbe RDA        | György Czink · János Petróczy · Gábor Almási · Sámuel Egri · Hungría   |
| C1 1000 m    | Simion Ismailciuc Rumania                                              | Detlef Lewe RFA                                                            | Albrecht Müller RDA                                                    |
| C2 1000 m    | Achim Sidorov Alexe Iacovici Rumania                                   | Vitali Galkov Mijail Zamotin URSS                                          | Endre Gyűrű · Árpád Soltész · Hungría                                  |
| C1 10 000 m  | Mijail Zamotin URSS                                                    | Andrei Igorov Rumania                                                      | Albrecht Müller RDA                                                    |
| C2 10 000 m  | Leonid Gueishtor Serguei Makarenko URSS                                | Willi Mehlberg Werner Ulrich RDA                                           | Lavrenti Kalinov Igor Lipalit Rumania                                  |

### Femenino
| Evento   | Oro                                                                      | Plata                                                                | Bronce                                                                  |
| -------- | ------------------------------------------------------------------------ | -------------------------------------------------------------------- | ----------------------------------------------------------------------- |
| K1 500 m | Mariya Shubina URSS                                                      | Liudmila Pinayeva URSS                                               | Hanneliese Spitz · Austria                                              |
| K2 500 m | Roswitha Esser Annemarie Zimmermann RFA                                  | Mariya Shubina Liudmila Pinayeva URSS                                | Valentina Bitsak Liubov Sinichkina URSS                                 |
| K4 500 m | Valentina Bitsak Antonina Seredina Liudmila Pinayeva Mariya Shubina URSS | Roswitha Esser Annemarie Zimmermann Erika Felten Ingrid Hartmann RFA | Marion Knobba Anita Nüßner Charlotte Seidelmann Helga Mühlberg-Ulze RDA |

## Medallero
| Núm. | País      | Oro | Plata | Bronce | Total |
| ---- | --------- | --- | ----- | ------ | ----- |
| 1    | Rumania   | 6   | 4     | 1      | 11    |
| 2    | URSS      | 4   | 4     | 3      | 11    |
| 3    | RFA       | 2   | 2     | 2      | 6     |
| 4    | Hungría   | 2   | 0     | 4      | 6     |
| 5    | RDA       | 1   | 3     | 5      | 9     |
| 6    | Dinamarca | 1   | 1     | 0      | 2     |
| 7    | Suecia    | 0   | 2     | 0      | 2     |
| 8    | Austria   | 0   | 0     | 1      | 1     |
|      | TOTAL     | 16  | 16    | 16     | 48    |